# Jakub Řezníček
Jakub Řezníček (República Checa, 26 de mayo de 1988) es un futbolista checo. Juega de delantero y su equipo es el F. K. Dukla Praga de la Liga de Fútbol de la República Checa.

## Selección nacional
Ha sido internacional con la selección de fútbol sub-21 de la República Checa.

## Clubes
| Club                                   | País            | Año       |
| -------------------------------------- | --------------- | --------- |
| 1. F. K. Příbram                       | República Checa | 2007      |
| F. K. Mladá Boleslav                   | República Checa | 2007-2015 |
| M. F. K. Ružomberok (cedido)           | Eslovaquia      | 2009-2010 |
| S. K. Dynamo České Budějovice (cedido) | República Checa | 2012-2013 |
| 1. F. K. Příbram (cedido)              | República Checa | 2013-2014 |
| A. C. Sparta Praga (cedido)            | República Checa | 2015      |
| F. C. Zbrojovka Brno                   | República Checa | 2015-2017 |
| F. C. Viktoria Plzeň                   | República Checa | 2017-2019 |
| S. K. Sigma Olomouc (cedido)           | República Checa | 2018      |
| K. S. C. Lokeren                       | Bélgica         | 2019      |
| F. K. Teplice                          | República Checa | 2019-2021 |
| F. C. Zbrojovka Brno                   | República Checa | 2021-2024 |
| F. K. Dukla Praga                      | República Checa | 2024-     |